# Acanthixalus sonjae
Acanthixalus sonjae е вид земноводно от семейство Hyperoliidae. Видът е почти застрашен от изчезване.

## Разпространение
Разпространен е в Гана и Кот д'Ивоар.